# Myadestes elisabeth
Myadestes elisabeth là một loài chim trong họ Turdidae.